# Maison Napoléon
Ne doit pas être confondu avec Maison Napoléon (Anvers).
La Maison Napoléon, connue également sous le nom de Maison Girod, est un bâtiment historique situé dans le quartier du Vieux carré français de La Nouvelle-Orléans en Louisiane.

## Présentation
Nicolas Girod fait construire cette demeure en 1797 à l'angle des rues Saint-Louis et Chartres pour en faire sa résidence privée.
Maire de la Nouvelle Orléans de 1812 à 1815 et grand admirateur de Napoléon Ier, il espère en 1821 pouvoir offrir sa demeure à l'empereur en cas de fuite de ce dernier vers l'Amérique des mains de ses geôliers anglais.
Au début du XXe siècle, cet édifice devint une épicerie. Durant le temps de la prohibition, il devient un bar et un restaurant.
Le 15 avril 1970, la Maison Napoléon est classée National Historic Landmark en raison de son intérêt historique de portée nationale.